# Tong bei quan
 (janvier 2014).
Si vous disposez d'ouvrages ou d'articles de référence ou si vous connaissez des sites web de qualité traitant du thème abordé ici, merci de compléter l'article en donnant les références utiles à sa vérifiabilité et en les liant à la section « Notes et références ».
Le Tong Bei Quan est un style ancien d’art martial traditionnel. 
Les documents historiques du début du XVIIe siècle indiquent que c’est sous le règne de l’empereur Ming Wanli que le maître Fei Dahuan rétablit et restructura ce style en y ajoutant des enchaînements de son invention. Plus tard, sous les Qing, cette boxe du village de Cang Xian se propagea dans toute la province de Hebei.

## Histoire
Ma Feng Tu (1888-1973) commence à pratiquer dès l’âge de 11 ans. Contrairement à la règle de cette époque qui voulait que l’on ne changeât pas d’école, il a la chance de pouvoir suivre les enseignements de plusieurs grands maîtres de la région. 
À 18 ans, il s’engage dans l’armée, ce qui lui permet de parcourir la Chine entière, en commençant par l’Est, où il peut confronter sa discipline avec celle des grands maîtres du style Fanzi et Cuojiao en particulier, et l’enrichir encore par ces contacts. En 1910, il fonde le palais des arts martiaux de Chine, à Nanjing, avec son frère, Ma Yingtu et d’autres grands maîtres d’arts martiaux venus des provinces les plus représentatives : Wang Ziping, Zhu Guofu, son frère Zhu Guolu, Cao Jingshan, Yang Songshan. 
Un peu plus tard, ce palais fut fermé à cause de la guerre. Il n’a jamais été rouvert. Ma Fengtu poursuit alors son périple au Nord-Ouest de la Chine, le berceau de la civilisation chinoise et un des lieux d’origine des arts martiaux. Il y découvre d’autres styles, notamment le bâton Tantui (mot à mot : « jambes élastiques »). Ces échanges se traduisirent par une métamorphose du style tonbei qu’il avait appris à l’origine. Sa profonde connaissance de la médecine chinoise lui permit de donner plus de profondeur au style né de cette synthèse personnelle.

## Description
Plusieurs styles ont un nom se prononçant tong bei. De l’un à l’autre, le son Bei correspond à des caractères et donc à des significations différentes. De ces différents sens, le premier est « bras, épaule, dos ». Ce nom s’appliquait aux techniques divulguées lors des échanges et démonstrations avec d’autres écoles. 
Le second terme signifie « combinaison/préparation/prévention ». Il désignait l’ensemble des techniques tenues secrètes au sein de l’école. Leur enseignement était strictement contrôlé. C’est donc du berceau de la boxe tong bei, Cang Xian, que le grand maître Ma Feng Tu (1888-1973) est originaire. Élève direct de maître Huang Lin Biao, c’est Ma Feng Tu qui réforma la pratique de cette boxe et en systématisa la méthode d’enseignement. On lui doit également la création de plusieurs palais des arts martiaux. C’est à l’inauguration de celui de Tian Jing (près de Pékin) en 1910, que le maître révéla le sens caché de la boxe Tong Bei. Il en répandit l’esprit aux quatre coins de la Chine, et plus particulièrement dans le grand Nord-Ouest (Shanxi, Gansu, Qing Hei, Xing Liang, etc.)
Le tong bei quan est une forme de boxe qui comprend les boxes pi gua et fanzin ainsi que des techniques de maniement d’armes : qi qiang et liu he da qiang (deux techniques de lance), pi quadao (le sabre), lan meng fiu (la paire de crochets), feng mo zun (le bâton), etc. Toutes les formes de tong bei ont en commun des gestes circulaires de grande amplitude, la complémentarité de la douceur et de la puissance, et l’harmonisation de la théorie et de la pratique, des mouvements du corps et de la pensée. 
La boxe pigua se décompose en trois formes :
- pigua quan (la boxe pigua)
- qing long quan (la boxe du dragon noir)
- fei hu quan (la boxe du tigre volant).

Elles ont en commun de développer une force circulaire et rotative ainsi que des attaques de grande allonge et ont été approfondies par les frères Ma Feng Tu et Ma Ying Tu. En 1911, ces deux frères entreprirent un voyage vers l’Est afin d’y promouvoir leur art et d’apprendre des techniques inconnues. Cette confrontation aboutit à un jeu d’influences réciproques des techniques de boxe Pigua venues de l’Ouest et des boxes fanzi, dont on rencontre désormais deux formes principales, l’une au Nord-Est, l’autre au Nord-Ouest.
Les deux formes qing long quan et feihu quan se caractérisent par un ancrage de la force dans le bassin, les hanches et la région lombaire, et par la répétition de coups alternés. Elles furent représentées par les grands maîtres Hao He Xiang, Hu Feng et Cheng Qin Chun. Les frères Ma les firent connaître dans le Nord-Ouest.
C’est à partir de cette époque que pi gua et fanzi se répandent et rencontrent un succès grandissant, surtout dans les villes de Tian Jing Cang Xian Lan Zhou et Shen Yang. Après la fondation de la république populaire de Chine en 1949, une fédération est créée afin d’assurer l’enseignement de ces boxes à l’école et d’organiser des compétitions régionales et nationales. 

Selon le grand maître Zhang Fei Peng : 

« L’essence de l’esprit de tong bei est dans le terme tong qui signifie circuler, communiquer avec les êtres de l’univers, et connaître la nature de ces êtres. Tong signifie communiquer : la communication, c’est une culture, une pratique. C’est l’esprit ; si on considère Tong comme le cerveau, le Bei est le reste du corps, les organes. Lorsque quelqu’un possède un bon esprit et que le corps s’harmonise avec l’esprit, c’est quelqu’un en bonne santé. C’est le but de notre pratique. Il y a plusieurs traductions pour tong. Tong veut dire circuler, marcher, combiner. Bei veut dire composer, rassembler, rassemblement, quelque chose de complet. »

## Principes
- Le premier principe est celui de l’arc gong (弓) : à la manière d’un arc que l’on tend pour emmagasiner de l’énergie, le tronc et le corps prennent une forme courbe de manière à préparer une détente explosive des bras ou des jambes qui jouent un rôle analogue à celui d’une flèche.
- Le deuxième principe est le kaihejin (开合劲) (ouverture-fermeture) et tungtujing (吞吐劲, avaler-cracher). Il s’applique au tronc et au corps afin de développer une force explosive. Le corps est analogue à une voiture, le tronc est analogue au moteur. Ce principe permet de réguler les organes internes.
- Le troisième principe est le lulujing (辘辘劲) : on considère le corps comme une meule.
- Le quatrième principe est le fanchejing(翻扯劲) (tourner-déchirer), qui concerne le travail des jambes et des pieds.
- Le cinquième principe est celui des « six harmonies liuhe (六合)» :
  - Harmonies externes : les mains avec les pieds, les coudes avec les genoux, les épaules avec le bassin.
  - Harmonies intérieures : le cœur avec la conscience, la conscience avec le souffle, le souffle avec la force.